# Canyon de Su Gorroppu
 (juillet 2025).
Si vous disposez d'ouvrages ou d'articles de référence ou si vous connaissez des sites web de qualité traitant du thème abordé ici, merci de compléter l'article en donnant les références utiles à sa vérifiabilité et en les liant à la section « Notes et références ».
 (octobre 2022).
La mise en forme du texte ne suit pas les recommandations de Wikipédia : il faut le « wikifier ».
Les points d'amélioration suivants sont les cas les plus fréquents. Le détail des points à revoir est peut-être précisé sur la page de discussion.
- Les titres sont pré-formatés par le logiciel. Ils ne sont ni en capitales, ni en gras.
- Le texte ne doit pas être écrit en capitales (les noms de famille non plus), ni en gras, ni en italique, ni en « petit »…
- Le gras n'est utilisé que pour surligner le titre de l'article dans l'introduction, une seule fois.
- L'italique est rarement utilisé : mots en langue étrangère, titres d'œuvres, noms de bateaux, etc.
- Les citations ne sont pas en italique mais en corps de texte normal. Elles sont entourées par des guillemets français : « et ».
- Les listes à puces sont à éviter, des paragraphes rédigés étant largement préférés. Les tableaux sont à réserver à la présentation de données structurées (résultats, etc.).
- Les appels de note de bas de page (petits chiffres en exposant, introduits par l'outil «  Source ») sont à placer entre la fin de phrase et le point final[comme ça].
- Les liens internes (vers d'autres articles de Wikipédia) sont à choisir avec parcimonie. Créez des liens vers des articles approfondissant le sujet. Les termes génériques sans rapport avec le sujet sont à éviter, ainsi que les répétitions de liens vers un même terme.
- Les liens externes sont à placer uniquement dans une section « Liens externes », à la fin de l'article. Ces liens sont à choisir avec parcimonie suivant les règles définies. Si un lien sert de source à l'article, son insertion dans le texte est à faire par les notes de bas de page.
- La présentation des références doit suivre les conventions bibliographiques. Il est recommandé d'utiliser les modèles {{Ouvrage}}, {{Chapitre}}, {{Article}}, {{Lien web}} et/ou {{Bibliographie}}. Le mode d'édition visuel peut mettre en forme automatiquement les références.
- Insérer une infobox (cadre d'informations à droite) n'est pas obligatoire pour parachever la mise en page.

Pour une aide détaillée, merci de consulter Aide:Wikification.
Si vous pensez que ces points ont été résolus, vous pouvez retirer ce bandeau et améliorer la mise en forme d'un autre article.
La gorge de Gorropu est un canyon situé en Sardaigne dans la région de Supramonte à la limite entre les communes d'Orgosolo et d'Urzulei.
Il est considéré comme le canyon le plus profond d'Italie et un des plus profonds d'Europe avec ses parois atteignant plus de 500 m de hauteur et une largeur qui varie de 4 mètres à son point le plus étroit à quelques dizaines de mètres pour le reste. Son apparition fait  suite à l'ouverture d'une faille sous l'effet de l'érosion provoquée par la rivière Flumineddu.

## Toponymie
Dans le dialecte sarde local Gorropu désigne une falaise ou une zone creuse.

## Géographie

### Flore
Les gorges de Gorropu se caractérisent par de fortes variations de température dues à la présence de zones peu ou pas du tout exposées aux rayons du soleil. Par conséquent, cela génère un habitat naturel qui abrite divers endémismes sardes, parmi lesquels l'ancolie de Gorropu, autrement connue sous le nom de "nuragica" qui pousse exclusivement à Gorropu et est classée parmi les premières endémiques menacées d'extinction dans le bassin Méditerranéen.
Dans le canyon en lui-même il y a des plantes de maquis méditerranéen comme la phillyrea (en sarde Arridellu, Alaverru, Aliderru, Aladerru) et l'if millénaire (en sarde eni).

### Faune
En amont, avant d'entrer dans la gorge, les eaux du ruisseau Flumineddu créent des mares naturelles dans lesquelles il est possible de trouver des truites sardes et surtout des euprot sardes : un endémisme sardo-corse considéré comme le plus rare d'Europe en plus de le géotritone Supramonte, présent dans la grotte voisine de Su Palu.
Il est également possible d'observer des couleuvres à collier, des martres et aigles royaux. On rencontre également des colonies des mouflons, des lièvres sardes, des renards, des hérissons et des sangliers.

### Vestiges nuragiques
Des cabanes et grottes de bergers (cuiles) ont été restaurées et sont visibles à différentes étapes du parcours.

## Accès
Le canyon n'est accessible qu'à pieds et au vu de sa profondeur et de sa structure géographique la route la plus proche passe à 4km. 3 accès difficiles sont possibles dont 1 réservé aux randonneurs experts accompagnés d'un guide.

### Sentier de Ghenna Silana
L'accès le plus immédiat au canyon commence à proximité d'Urzulei, avec la possibilité de garer la voiture au col de Ghenna Sìlana le long de la route nationale 125 au km 183 (Lat.40 ° 09 ′ 32,0 ″ N - Long. 9 ° 30 ′ 29,0 ″ E).
Le sentier, très pittoresque, mesure environ 4 km et descend tout au long du parcours par un dénivelé de plus en plus raide de 650m entre le point de départ et le fond de la gorge. Il mène directement à l'entrée de la gorge et le retour est extrêmement physique (il existe des services pour le retour en véhicules tout-terrain au col Ghenna Silana).

### Sentier du Flumineddu
Le canyon peut également être atteint en empruntant un sentier d'environ 7 km qui longe le ruisseau Flumineddu depuis le territoire de Dorgali avec la possibilité de se garer au pont de S'Abba Arva (il y a une aire de repos équipée du même nom).
Après avoir traversé les vignobles de la vallée de l'Oddoene, au pied du Supramonte le chemin serpente le long de la rivière et offre des vues panoramiques d'une grande beauté et donnant également la possibilité de nager dans un des lacs naturels formés par le ruisseau. Du même point de départ, il est également possible d'accèder au village nuragique de Tiscali.

### Sentier du Sedda ar Bacas
Le canyon peut être atteint en suivant un sentier de randonnée expert (le sentier Sedda ar Bacas - Gorropu B-502) pour lequel un équipement adéquat et éventuellement un guide sont nécessaires. Le chemin se développe sur une longueur de 12 kilomètres, (dénivelé de 200 mètres) jusqu'à ce qu'il atteigne la gorge de Gorropu, au fond de laquelle coule le Rio Flumineddu.

## Visite
Le canyon en eaux en hiver est accessible à la visite de début mars jusqu'au premier week-end de novembre, de 9h à 19h et 3 parcours successifs sont disponibles en fonction du niveau physique et des équipements après acquittement du billet d'entrée (5€ en liquide en 2022) à l'arrivée des sentiers évoqués précédemment.
Longue de 4,5km, la gorge n'est visitable que sur 1 500 mètres (dont 1 000 avec guide et équipements spécifiques).

### Parcours vert
400 mètres de parcours entre rochers relativement accessible à tous permet de voir une grotte et le point le plus étroit du canyon.

### Parcours jaune
100 mètres de petite grimpe accessible sans équipement dans le prolongement du parcours vert qui permet d'observer les parois de près de 600 mètres de haut au point le plus profond du canyon.

### Parcours rouge
Impraticable sans guide et équipement ce parcours prolonge les deux parcours précédent et nécessite des équipements d'escalade, protections et guide pour être visité. Il donne accès à des zones, grottes et cascades.